# Liste der Erzpriester der Basilika Santa Maria Maggiore
Folgende Priester waren Erzpriester der Basilika Santa Maria Maggiore. Ursprünglich waren wahrscheinlich nicht alle Erzpriester Kardinäle.
- Rainerius (belegt 1127–1130)[1]
- Matteo (belegt 1153)[2]
- Paolo Scolari (1176–1187)[3], der spätere Papst Clemens III.
- Roland (belegt 1189–1193)[4]
- Pietro Sassoni (belegt 1212)[5]
- Romano (belegt 1222)[6]
- Aston (belegt 1244)[7]
- Romano (belegt 1258)[8]
- Ottobono Fieschi (belegt 1262–1276)[9], der spätere Papst Hadrian V.
- Giacomo Colonna (belegt 1288–1297)[10]
- Francesco Napoleone Orsini (Administrator 1298–1306)[10]
- Giacomo Colonna (erneut) (1306–1318)
- Pietro Colonna (1318–1326)
- Luca Fieschi (1326–1336)
- Giovanni Colonna (1336–1348)
- Nicola Capocci (ca. 1350–1368)
- Pierre Roger de Beaufort (1368–1370), der spätere Papst Gregor XI.
- Marino Giudice (ca. 1383–1385)
- Marino Bulcani (1385–1394)
- Stefano Palosio (1394–1396)
- Enrico Minutoli (1396–1412)
- Rinaldo Brancaccio (1412–1427)
- Francesco Lando (1427)
- Jean de la Rochetaille (1428–1437)
- Antonio Casini (1437–1439)
- Giovanni Vitelleschi (1439–1440)
- Nicola Albergati (1440–1443)
- Guillaume d’Estouteville (1443–1483)
- Rodrigo Borgia (1483–1492), der spätere Papst Alexander VI.
- Giovanni Battista Savelli (1492–1498)
- Giovanni Battista Orsini (1498–1503)
- Giuliano Cesarini der Jüngere (1503–1510)
- Pedro Luis de Borja Llançol de Romaní (1510–1511)
- Robert Guibe (1511)
- Francisco de Remolins (1511–1518)
- Leonardo Grosso della Rovere (1518–1520)
- Andrea della Valle (1520–1534)
- Paolo Emilio Cesi (1534–1537)
- Alessandro Farnese (1537–1543)
- Guido Ascanio Sforza (1543–1564)
- Carlo Borromeo (1564–1572)
- Alessandro Sforza (1572–1581)
- Filippo Boncompagni (1581–1586)
- Decio Azzolini (1586–1587)
- Domenico Pinelli (1587–1611)
- Michelangelo Tonti (1611–1612)
- Giovanni Garzia Millini (1612–1629)
- Francesco Barberini (1629–1633)
- Antonio Barberini (1633–1671)
- Giacomo Rospigliosi (1671–1684)
- Felice Rospigliosi (1684–1688)
- Philip Thomas Howard (1689–1694)
- Benedetto Pamphili (1694–1699)
- Giacomo Antonio Morigia (1699–1708)
- Pietro Ottoboni (1708–1730)
- Ludovico Pico della Mirandola (1730–1743)
- Girolamo Colonna di Sciarra (1743–1763)
- Marcantonio Colonna (1763–1793)
- Andrea Corsini (1793–1795)
- Giovanni Francesco Albani (1795–1803)
- Antonio Despuig y Dameto (1803–1813)
- Giovanni Gallarati Scotti (1814–1819)
- Antonio Doria Pamphilij (1819–1821)
- Annibale Francesco Kardinal Della Genga (1821–1823), der spätere Papst Leo XII.
- Benedetto Naro (1824–1832)
- Carlo Odescalchi (1832–1834)
- Giuseppe Sala (1838–1839)
- Luigi Del Drago (1839–1845)
- Costantino Patrizi Naro (1845–1867)
- Gustav Adolf zu Hohenlohe-Schillingsfürst (1878–1896)
- Vincenzo Vannutelli (1896–1930)
- Bonaventura Cerretti (1930–1933)
- Angelo Dolci (1933–1939)
- Alessandro Verde (1939–1958)
- Carlo Confalonieri (1959–1973)
- Luigi Dadaglio (1986–1990)
- Ugo Poletti (1991–1997)
- Carlo Furno (1997–2004)
- Bernard Francis Law (2004–2011)
- Santos Abril y Castelló (2011–2016)
- Stanisław Ryłko (2016–2025)
- Rolandas Makrickas (seit 2025, zuvor seit 2024 Koadjutor)[11]